# Stade Larbi Zaouli
Le stade Larbi Zaouli (en arabe : ملعب العربي الزاولي) se situe au quartier Hay Mohammadi à Casablanca au Maroc. Ce stade porte le nom de l'ex-joueur, entraîneur et président du TAS de Casablanca Larbi Zaouli.
Ayant une capacité de 30 000 places assises, c'est le deuxième plus grand stade à Casablanca après le Stade Mohamed V.

## Histoire
Il a abrité la finale aller de la Coupe de la CAF 1999, entre le Wydad de Casablanca et l'Étoile du Sahel.
Le 7 juillet 2022, le stade accueille le derby entre le Wydad et le Raja comptant pour les quarts de finale de la Coupe du Trône. Le match s'est joué à huis clos.